# Bundesstraße 273
De Bundesstraße 273 (kort:B273) is een bundesstraße in de Duitse deelstaat Brandenburg. De weg begint in Potsdam aan de B2 en eindigt ten noordwesten van Bernau aan de A11 in de aansluiting Wandlitz.

## Verloop
De bundesstraße loopt in twee delen van Potsdam naar A11. Het eerste deel begint in Potsdam en loopt door Nauen naar afrit Kremmen aan de A24 Hamburg-Dreieck Havelland. Het tweede deel begint aan de B96 bij Oranienburg en loopt langs Wandlitz om dan aan te sluiten op de A11 van de Poolse grens naar Berlijn.

## Afwaarderingen
Het gedeelte van circa 10 km tussen de afrit Potsdam-Nord van de A10 en de B5 bij Wustermark werd, omdat het parallel liep aan de A10, in 2006 afgewaardeerd tot L204. Sinds 1 januari 2015 is ook het gedeelte tussen afrit Kremmen A24 en de B96 bij Oranienburg afgewaardeerd naar landesstraße.
B1 · B2 · B4 · B5 · B75 · B76 · B77 · B87 · B96 · B96a · B96b · B97 · B101 · B102 · B103 · B104 · B105 · B106 · B107 · B108 · B109 · B110 · B111 · B112 · B112n · B113 · B115 · B122 · B156 · B158 · B166 · B167 · B168 · B169 · B179 · B182 · B183 · B187 · B188 · B189 · B190n · B191 · B192 · B193 · B194 · B195 · B196 · B197 · B198 · B199 · B200 · B201 · B202 · B203 · B204 · B205 · B206 · B207 · B208 · B209 · B246 · B320 · B321 · B404 · B430 · B431 · B432 · B434 · B435 · B495 · B501 · B502 · B503